# レプトン (会社)
株式会社レプトンは、大阪市に本拠を置く会社。取締役にシナリオライターの真弓創、北岡雄一朗。
事業内容はコンピュータゲームの企画・シナリオ制作、小説の執筆、ゲームシナリオの講師業など。

## ゲーム作品
- 実況パワフルサッカー
- 実況パワフルプロ野球 (スマートフォン)
- ドラゴンボール ゼノバース2
- ドラゴンボール ゼノバース
- ファイアーエムブレム 覚醒
- ファイアーエムブレム 新・紋章の謎 〜光と影の英雄〜
- 魔女と百騎兵2
- 逆転検事2
- NEWラブプラス
- デジモンワールド -next 0rder-
- ルミナスアーク インフィニティ
- シャイニング・レゾナンス
- ガールフレンド（仮）
- サイレントスコープ ボーン・イーター
- 聖闘士星矢 ソルジャーズ・ソウル
- 聖闘士星矢 ブレイブ・ソルジャーズ
- NORN9 ノルン+ノネット
- 囚われのパルマ
- ソウル・サクリファイス
- ドクターロートレックと忘却の騎士団
- 遠隔捜査 -真実への23日間-
- バトルスピリッツ 輝石の覇者
- 99のなみだ
- そらのおとしもの ドキドキサマーバケーション
- マリシアス
- 島耕作DSデキる男のラブ＆サクセス

## 小説作品
- P3P&P4 ハイスクールアンソロジー